# Samuel Sterett
Samuel Sterett (* 1758 in Carlisle, Province of Pennsylvania; † 12. Juli 1833 in Baltimore, Maryland) war ein US-amerikanischer Politiker. Von 1791 bis 1793 vertrat er den Bundesstaat Maryland im US-Repräsentantenhaus.

## Werdegang
Im Jahr 1761 kam Samuel Sterett mit seinen Eltern nach Baltimore, wo er öffentliche Schulen besuchte. Danach studierte er an der University of Pennsylvania in Philadelphia. In den folgenden Jahren bekleidete er verschiedene lokale Ämter. Während des Unabhängigkeitskrieges war er 1777 Mitglied einer unabhängigen militärischen Kompanie der Kaufleute von Baltimore. Im Jahr 1782 wurde er Privatsekretär des Präsidenten des Kontinentalkongresses. Ende der 1780er Jahre schloss sich Sterrett der Opposition gegen die Bundesregierung unter Präsident George Washington an (Anti-Administration-Fraktion). Im Jahr 1789 wurde er Mitglied des Senats von Maryland.
Bei den Kongresswahlen des Jahres 1790 wurde Sterett im vierten Wahlbezirk von Maryland in das damals noch in Philadelphia tagende US-Repräsentantenhaus gewählt, wo er am 4. März 1791 die Nachfolge von William Smith antrat. Bis zum 3. März 1793 konnte er eine Legislaturperiode im Kongress absolvieren. Im Jahr 1791 wurden die ersten zehn Verfassungszusätze ratifiziert, die auch als Bill of Rights bekannt sind.
Im Jahr 1791 war Sterett Sekretär der Gesellschaft zur Abschaffung der Sklaverei in Maryland; 1812 gehörte er dem Sicherheitsausschusses von Baltimore an. Während des Britisch-Amerikanischen Krieges war er Hauptmann einer unabhängigen Kompanie. Am 4. Juli 1828 war er bei der Grundsteinlegung für den Bau der Baltimore and Ohio Railroad anwesend. Er starb am 12. Juli 1833 in Baltimore.